# حسن آل فريد
حسن آل فريد لاعب كرة قدم سعودي، يلعب كلاعب وسط في نادي الصفا.